# Autonomní ganglion

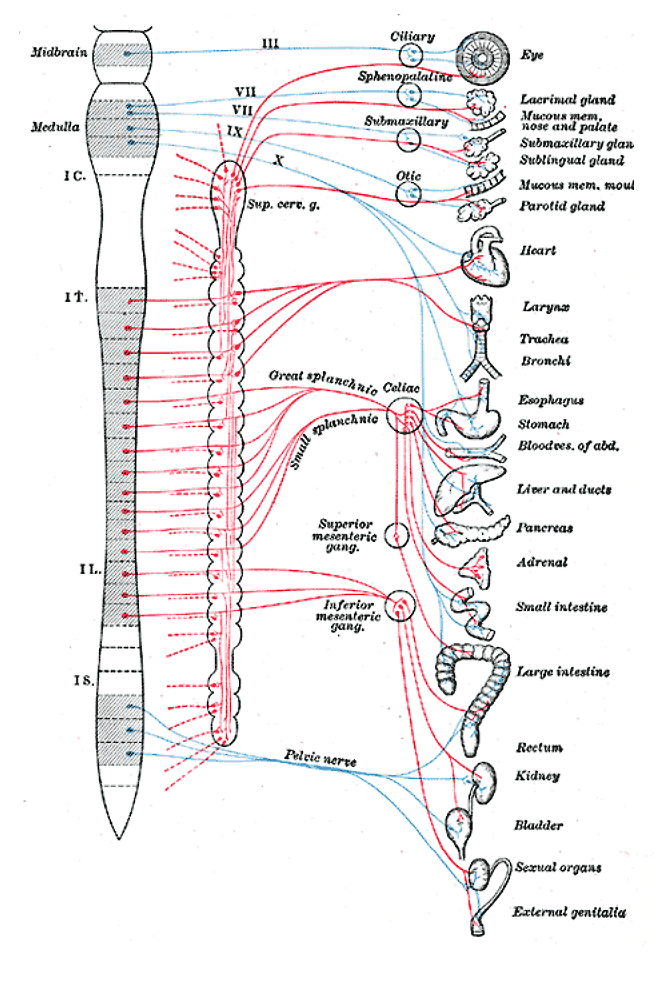
Autonomní ganglion

Autonomní ganglion je svazek nervů (ganglion) v autonomní nervové soustavě, a to buď ve formě sympatického a parasympatického ganglia.